# Jerzy Szyłak
Jerzy Szyłak (ur. 8 listopada 1960 w Elblągu) – polski literaturoznawca, filmoznawca i scenarzysta komiksowy.
Autor licznych artykułów i książek o historii i teorii komiksu – praca magisterska, doktorska (promotor Anna Martuszewska), jak i habilitacja na temat komiksu.

## Życiorys
Absolwent i pracownik naukowy Uniwersytetu Gdańskiego (aktualnie profesor w Zakładzie Kulturoznawstwa Instytutu Badań nad Kulturą). Pracował również w Instytucie Pedagogiczno-Językowym Państwowej Wyższej Szkoły Zawodowej w Elblągu.
Scenarzysta komiksowy, m.in. Fantazja na fujarkę (zrealizowany przez Marka Górnisiewicza), Wampir (rys. Aleksandra Czubek), Szminka (rys. Joanna Karpowicz), Szelki (rys. Wojciech Stefaniec), Benek Dampc i trup sąsiada (rys. Robert Służały), Obywatel w palącej potrzebie (rys. Jacek Michalski), Zbyt długa jesień (rys. Sławomir Jezierski), Koszula (rys.  Rafał Gosieniecki), Wyznania właściciela kantoru (rys. Mateusz Skutnik). Spod jego ręki wyszła również Alicja (rys. Mateusz Skutnik) – komiks oparty na książce Alicja w Krainie Czarów. Po sukcesie Alicji pojawiła się też druga część Alicja po drugiej stronie lustra (rys. Jarosław Gach). Podobno w przygotowaniu jest trzecia część cyklu.
Dawniej sam też rysował swoje komiksy, np. cykl Docent, ukazujący się w pierwszej połowie lat 80. w gdańskim tygodniku społeczno-informacyjnym „Wybrzeże”, czy surrealistyczne jednoplanszówki, publikowane w drugiej połowie lat 80. w wydawnictwach Gdańskiego Klubu Fantastyki.

## Wybrane publikacje
- Komiks i okolice pornografii: o seksualnych stereotypach w kulturze masowej. Gdańsk: Akia, 1996 ISBN 83-85952-30-6
- Fantastyka i Kino Nowej Przygody. Gdańsk: Gdański Klub Fantastyki, 1997
- Komiks: świat przerysowany. Gdańsk: Słowo/Obraz Terytoria, 1998 ISBN 83-907312-9-0
  - Wyd. 2. Wydawnictwo Słowo/obraz Terytoria, 2009.
- Komiks w kulturze ikonicznej XX wieku. Gdańsk: Słowo/Obraz Terytoria, 1999.
- Komiks i okolice kina. Gdańsk: Wydawnictwo Uniwersytetu Gdańskiego, 2000 ISBN 83-7017-927-4
- Poetyka komiksu. Warstwa ikoniczna i językowa. Gdańsk: Słowo/Obraz Terytoria, 2000
- Zgwałcone oczy. Komiksowe obrazy przemocy seksualnej. Gdańsk: Wydawnictwo Uniwersytetu Gdańskiego, 2001 ISBN 83-7017-998-3
  - wyd. II poprawione Operahaus, 2007
- Gra ciałem: o obrazach kobiet w kulturze współczesnej. Gdańsk: Wydawnictwo Uniwersytetu Gdańskiego, 2002
- Biseksualne anioły i inne takie drobiażdżki. Gdańsk: Wydawnictwo Uniwersytetu Gdańskiego, 2003
- Druga strona komiksu. Elbląg: Wydawnictwo Państwowej Wyższej Szkoły Zawodowej, 2011
  - wyd. II zmienione. Warszawa: Timof i cisi wspólnicy, 2013
- Komiks w szponach miernoty: rozprawy i szkice. Warszawa: Timof Comics, 2013.